# Johann Nepomuk Vernay Druckerei- und Verlags AG

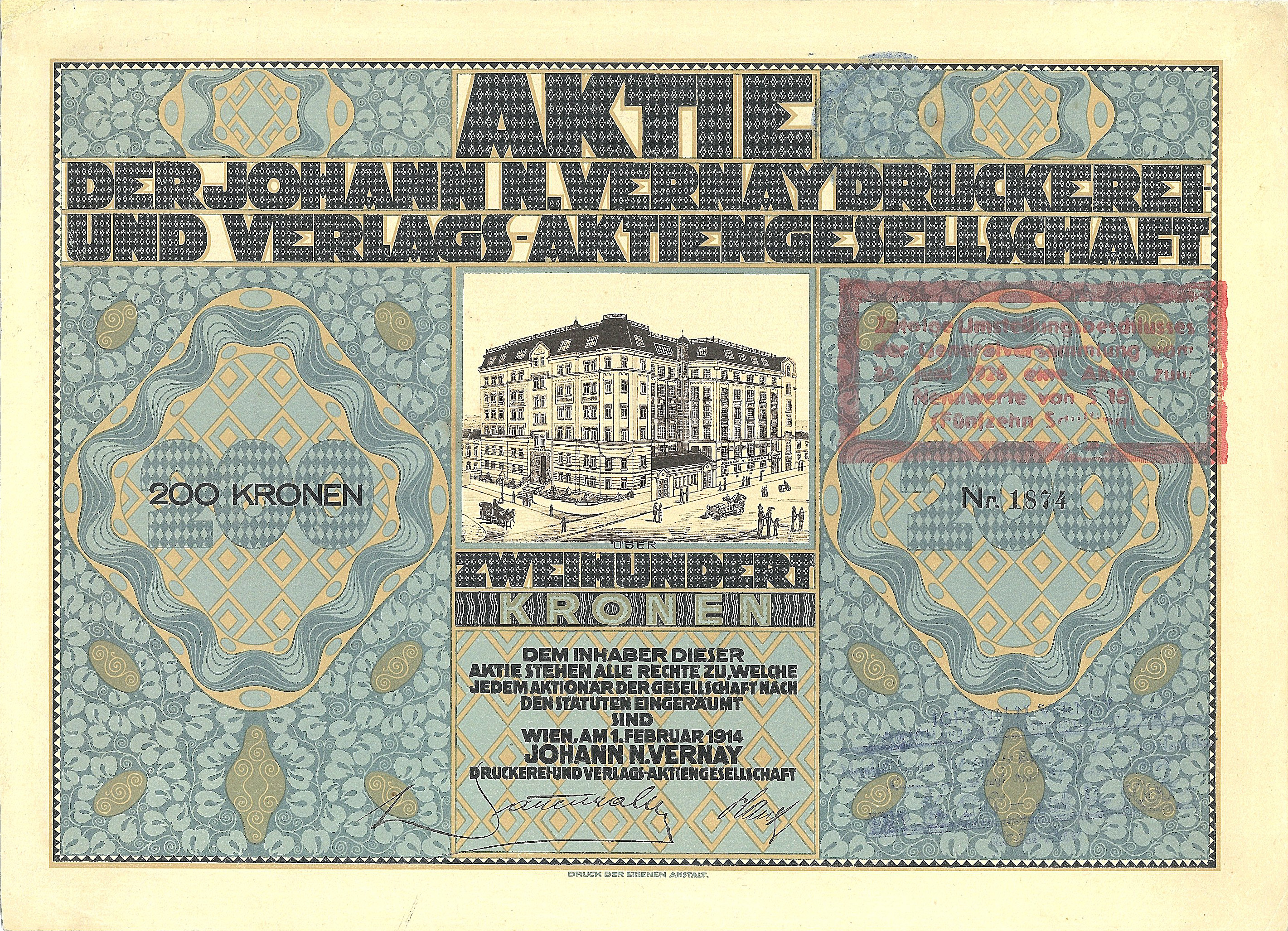
Gründungsaktie der Johann N. Vernay Druckerei- und Verlags-AG über 200 Kronen, ausgestellt am 1. Februar 1914 in Wien, mit Unterschriften des Präsidenten des Verwaltungsrats Johann Thomas Wancura und des Vize-Präsidenten Gustav Plaut

Die Johann N. Vernay Druckerei und Verlagsaktiengesellschaft (Vernay AG) war eines der größten Druckerei- und Verlagsunternehmen im Österreich der Zwischenkriegszeit.
Die Vernay AG wurde 1913 von fünf Wiener Familien unter Führung der Anglo-Österreichischen Bank gegründet. Eingebracht wurden die Comanditgesellschaft für Buchdruckerei, Lithographie, Schriftgießerei und Stereotypie Johann N. Vernay sowie sämtliche Verlagsrechte des 1867 gegründeten Compass-Verlags.
Erster Verwaltungsratsvorsitzende war Johann Thomas Wancura. Neben Wancura waren Rudolf Hanel, Siegfried Rosenbaum, Sigmund Rosenbaum und die Brüder Gustav und Bernhard Plaut im Verwaltungsrat.
Um 1918 war die Vernay AG einer der größten graphischen Betriebe Österreichs. Dem Verlust von Absatzmärkten durch den Zusammenbruch der Monarchie begegnete man mit der Integration nachgelagerter Produktionsstufen: 1920 wurde eine Großbuchbinderei angegliedert. Man setzte den Druck von Zeitschriften und Zeitungen fort, u. a. der Wiener Tageszeitungen Bécsi Magyar Ujság (Wiener Ungarische Zeitung), Wiener Mittagspost, Der Abend, Die Stunde und Der (Wiener) Tag. Im Laufe der 1920er Jahre wurde das Unternehmen durch einen eigenen Zeitungs- und Zeitschriftenverlag ergänzt. Der »Compass« wurde als eigene Verlagsabteilung geführt.
1921 wurden die Aktien der Vernay AG an der Wiener Börse eingeführt.
1926, nach dem „Bekessy-Zusammenbruch“, beteiligte sich die Vernay AG an einem Konsortium zur Übernahme der Kronos Verlags AG und erwarb Aktien der Tag AG.
Tageszeitungen wie Der Tag, Die Stunde, und Wochenblätter wie Die Bühne, Die Börse, Rätselzeitung, Die Sphinx, Mein Film und Illustrierte Film- und Kinorundschau zählten 1930 zum Vernay‘schen Verlag. Der Compass, finanzielles Jahrbuch in Ausgaben für Österreich, Tschechoslowakei, Jugoslawien, Ungarn und Rumänien, der Industrie-Compass in Ausgaben für Österreich, Tschechoslowakei und Ungarn, der Büro-Compass in Ausgaben für Österreich und der Tschechoslowakei, das Adressbuch der Verwaltungsräte und Direktoren Österreichs, Tschechoslowakei, Jugoslawiens, Rumäniens und Ungarns, Ehrenzweigs Assekuranz-Jahrbuch, Baldass‘ Führer durch Wien sowie Wochenberichte des Compass-Verlags als Supplement zu den finanziellen Jahrbüchern wurden herausgegeben. Eine modern eingerichtete Buchdruckerei mit 26 Schnellpressen, 3 Zeitungsrotationsmaschinen und 600 Mitarbeitern, die Großbuchbinderei, eine 1928 eingerichtete Druckanlage mit einer 32-seitigen Rollen-Kupfertiefdruck-Rotationsmaschine sowie Niederlassungen und Beteiligungen in Prag und Zagreb rundeten diesen Medienkonzern ab.
1936 ging die Vernay AG in Ausgleich. Zu diesem Zeitpunkt gab es zwei circa gleich große Aktionärsgruppen – Rudolf Hanel und die Particité SA Genf, eine Gesellschaft im Eigentum des Tschechoslowakischen Außenministeriums. Im Zuge der Verhandlungen zur Finanzierung des Ausgleichs einigten sich beide Gruppen auf eine Aufteilung des Unternehmens. Hanel übernahm den Compass-Verlag. Im Gegenzug übertrug er seine Vernay-Aktien an die Particité.
Kurz nach dem „Anschluss“ 1938 wurden die meisten leitenden Angestellten der Verlage, Zeitungen und Zeitschriften der Vernay verhaftet. Die Publikationstätigkeit wurde eingestellt und das Unternehmen wurde unter kommissarische Verwaltung gestellt. Der Betrieb wurde an die eigens gegründete Gesellschaft Frohwerk-Erwin Metten & Co, an der Erwin Metten mit 25 % beteiligt war, verpachtet. Erwin Metten verunglückte 1940 tödlich. 1941 verkaufte sein Sohn und Haupterbe Heinz Metten die Druckerei an Helmut Seidl, Hans Misar, Hannes Dietl und Hermann Heß. Diese bildeten zunächst eine KG, deren Alleininhaber bei Kriegsende nur noch Helmut Seidl war.
Die Erwin Metten NfG Helmut Seidl hatte 1955 noch 522 Beschäftigte. 1958 wurde das Unternehmen unter dem Namen Erwin Metten-Betriebs-GmbH geführt. Ab Ende der 1960er Jahre wurde der Betrieb laufend verkleinert und mehrere Eigentümerwechsel fanden statt. Der Österreichische Wirtschaftsbund und die Zentralkasse der Volksbanken Österreichs hatten sich an dem Unternehmen beteiligt. 1974 wurde das Unternehmen von dem Grundstücksmakler Alfred Marek übernommen und 1975 der Betrieb stillgelegt. 1979 wurde ein Konkursantrag mangels Masse abgelehnt. 1984 erfolgte die Löschung aus dem Handelsregister.